# Chiesa dei Santi Cosma e Damiano (Valbrembo)
La chiesa dei Santi Cosma e Damiano è il principale luogo di culto cattolico di Scano al Brembo frazione di Valbrembo in provincia e diocesi di Bergamo; fa parte del vicariato di Mapello-Ponte San Pietro.

La chiesa conserva opere di importante interesse artistico tra cui il dipinto raffigurante l'Ultima cena, opera di Francesco Zucco.

## Storia
Una chiesa sul territorio di Scano è indicata già nel primo Millennio, pare che fosse stata fondata nel 1011 dal vescovo di Bergamo Reginfredo. La chiesa è successivamente stata inserita nell'elenco delle chiese sottoposte a censo del 1260 indicata intitolata a san Damiano e sede primaceriale. 
La chiesa nella località di Scano è inserita nel documento "nota ecclesiarum" ordinato da Bernabò Visconti del 1360, che elencava i benefici di ogni chiesa e monastero della terra di Bergamo per poterne poi riscuotere tasse e censi da versare sia alla chiesa di Roma che alla famiglia Visconti di Milano. Nei fascicoli la chiesa è indicata intitolata dai santi Cosma e Damiano di Scano inserita nella nota delle chiese come sede primaceriale che aveva un solo beneficio.
Nell'autunno del 1575 la chiesa fu visitata da san Carlo Borromeo arcivescovo di Milano, dagli atti si deduce che la chiesa era arcipresbiteriale e sede della pieve. Alla parrocchia era compresa la chiesa sussidiaria campestre intitolata a san Pietro. Nel 1659 fu il vescovo san Gregorio Barbarigo a visitare la parrocchia che ne documenta al presenta della confraternita del Santissimo Sacramento che gestiva l'altare maggiore, e della dottrina cristiana e che era retta di tre sacerdoti.
Nel 1666 la chiesa fu inserita nel “Sommario delle chiese di Bergamo”, elenco redatto dal cancelliere della curia vescovile Giovanni Giacomo Marenzi. Dall'elenco si deduce che era retta da un solo sacerdote facevano parte della parrocchia gli oratori di Santa Maria Elisabetta e a San Michele arcangelo.
Dal 1734 la parrocchia di Scano fu costituita da quella di Ponte San Pietro non venendo più indicata nei documenti come "caput-vicariae", risultava essere ancora retta da quattro sacerdoti. Anche la chiesa sussidiaria dei Santi Vito e Compagni di Ossanesga su smembrata dal vescovo Antonio Redetti.
Nella seconda metà del Settecento fu demolito l'antico edificio e completamente ricostruito. Dalla relazione del parroco allegata alla visita pastorale del vescovo Giovanni Paolo Dolfin del 1778, risulta che la chiesa ancora col titolo di primaceriale vi erano le confraternite del Santissimo Sacramento i cui sindaci gestivano l'altare maggiore, e del Santissimo Rosario. Nel 1835 il vescovo Carlo Gritti Morlacchi  consacrò la nuova chiesa mantenendone l'antica intitolazione.
Con decreto del 27 maggio 1979 la chiesa fu inserita nel vicariato locale dal vescovo Giulio Oggioni di Mapello-Ponte San Pietro.

## Descrizione

### Esterno
L'edificio di culto, dal classico orientamento liturgico con abside rivolta a est, è preceduto dal sagrato con pavimentazione in ciottolato. La facciata è divisa su due ordini da una cornice marcapiano, e tripartita da lesene. L'ingresso maggiore posto nella parte centrale è completo di paraste e architrave con fregio che regge il timpano a sesto ribassato in pietra sagomata e martellinata. La sezione superiore presenta una grande finestra rettangolare atta a illuminare l'aula con timpano che riprende quello del portale in muratura. Le lesene presenti nella sezione superiore sono complete di capitelli d'ordine ionico. Il frontone termina con il timpano triangolare dove è scritta l'intitolazione della chiesa. 

### Interno
L'interno a pianta rettangolare e unica navata con volta a botte, si divide in sette campate da lesene che reggono la trabeazione e il cornicione che percorre tutto la parte perimetrale. Le apertura, tre per lato, poste sopra il cornicione presentano strombature che le collegano alla volta. Nella prima campata a sinistra è collocato il battistero. La second campata è dedicata al sacramento penitenziale mentre nella terza ci sono le statue di san Luigi e santa Agnese poste nelle corrispondenti nicchie. L'altare dei santa Margherita Maria Alocoque è posto nella quarte campata. 
La zona presbiteriale anticipata dall'arco trionfale e sopraelevata da tre gradini è di misura inferiore rispetto alla navata. L'abside a pianta rettangolare termina con il coro absidato coperto da catino.
La chiesa conserva opere di pregio che sono state riportate ai colori originali dopo il restauro del 2015 a opera della scuola d'Arte Andrea Fantoni di Bergamo. Delle cinque tele restaurate l'Ultima cena è stata considerata lavoro di Francesco Zucco, mentre d'ambito bergamasco le seicentesche tele Adorazione dei pastori, Madonna con Bambino e san Giovannino. Predica di sant'Antonio, e Agar e Ismaele.